# Ian Woosnam

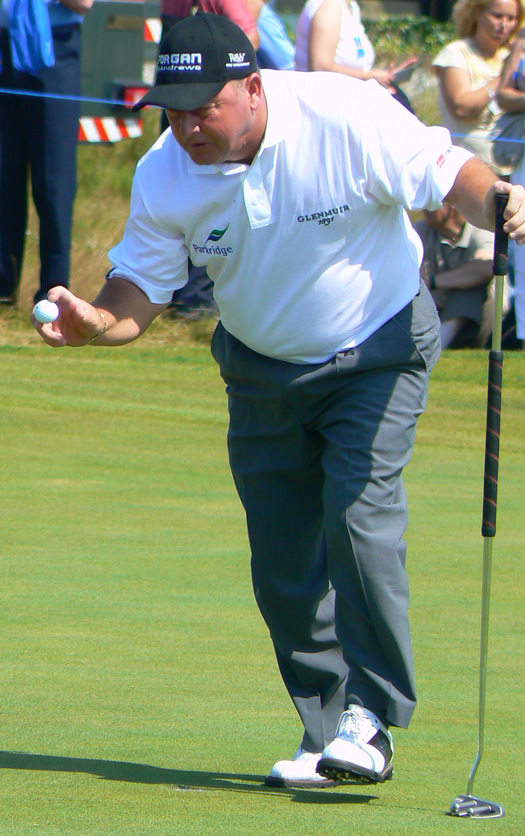
Ian Woosnam

Ian Woosnam, född 2 mars 1958 i Oswestry, Shropshire, är en brittisk (walesisk) golfspelare.
Woosnam är en av spelarna i "Big Five", fem europeiska golfspelare som föddes inom loppet av tolv månader där alla fem spelare har vunnit majors och som gjorde Europa slagkraftigt i Ryder Cup. De andra fyra spelarna är Seve Ballesteros, Nick Faldo, Bernhard Langer och Sandy Lyle.
Woosnam är kortväxt för att vara en manlig golfspelare, 164 centimeter lång, men han är en kraftfull spelare. Han lade grunden för sitt golfspel på golfbanan i Llanmynech och spelade som amatör i regionala tävlingar i det engelska grevskapet Shropshire tillsammans med Sandy Lyle. Han blev professionell 1976 och spelade sin första säsong på PGA European Tour 1979. Efter tre blygsamma år tog hans karriär fart 1982 då han vann Swiss Open och kom på åttonde plats i penningligan. Han slutade bland de tio bästa i penningligan mellan 1983 och 1991 samt 1993, 1996 och 1997, det vill säga tretton gånger. 1987 och 1990 vann han penningligan och 1987 satte han dessutom världsrekord i inspelade pengar med £1,062,662. 
Woosnam blev trea i majortävlingen The Open Championship 1986 och nådde toppen i golfens världsranking 1991 där han låg etta i 50 veckor. Samma år gjorde han som hans brittiska rivaler Sandy Lyle och Nick Faldo tidigare hade gjort när han vann The Masters Tournament. Han blev då den förste spelaren från Wales som hade vunnit en major. Han har vunnit 28 officiella tävlingar på europatouren och många andra runt om i världen.
I slutet av 1990-talet började han att tappa sin form men gjorde en omtalad comeback i The Open Championship 2001 när han slutade på tredje plats trots att han startade slutrundan med 15 klubbor i bagen. Han sparkade sin caddie för misstaget. Samma år blev han den förste spelare som vann World Match Play Championship på Wentworth under tre decennier.
Woosnam var medlem i Ryder Cup under åtta tävlingar i rad mellan 1983 och 1997 och trots att han aldrig har vunnit en enda singelmatch i tävlingen så har han ett totalt facit på 14 segrar, 12 förluster och 5 delade matcher. Han var vice kapten för laget 2002 och har utsetts till kapten 2006. Detta är dock en engångsföreteelse då Nick Faldo har utsetts till kapten 2008.
Woosnam belönades med Brittiska Imperieorden, OBE, 1992.

## Meriter

### Majorsegrar
- 1991 The Masters Tournament

### Segrar på Europatouren
- 1982 Ebel Swiss Open
- 1983 Silk Cut Masters
- 1984 Scandinavian Enterprise Open
- 1986 Lawrence Batley International T.P.C.
- 1987 Lancome Trophy, Bell's Scottish Open, Cepsa Madrid Open, Jersey Open
- 1988 Panasonic European Open, Carroll's Irish Open, Volvo PGA Championship
- 1989 Carroll's Irish Open
- 1990 Epson Grand Prix of Europe, Bell's Scottish Open, Torras Monte Carlo Open, Amex Med Open
- 1991 Torras Monte Carlo Golf Open, Fujitsu Mediterranean Open
- 1992 European Monte Carlo Open
- 1993 Trophee Lancome, Murphy's English Open
- 1994 Dunhill British Masters, Air France Cannes Open
- 1996 Volvo German Open, Scottish Open, Heineken Classic, Johnnie Walker Classic
- 1997 Volvo PGA Championship

### Övriga segrar
- 1979 News of the World Under-23 Match Play Championship
- 1982 Cacharel Under-25 Championship
- 1985 Zambian Open
- 1986 '555' Kenya Open
- 1987 Suntory World Match Play Championship, Hong Kong Open, Million Dollar Challenge (Sydafrika), World Cup (lag med David Llewellyn) och individuellt)
- 1988 Welsh Pro Championship
- 1989 World Cup (individuellt)
- 1990 Suntory World Match Play Championship
- 1991 USF&G Classic, PGA Grand Slam of Golf
- 1997 Hyundai Motor Masters
- 2001 Cisco World Match Play Championship

### Lagtävlingar
- World Cup: 1980, 1982, 1983, 1984, 1985, 1987 (segrare i lag och individuellt), 1991, 1992, 1993, 1995, 1996, 1997, 1998, 2003.
- Hennessy Cognac Cup: 1982 (segrare), 1984
- Ryder Cup: 1983, 1985 (segrare), 1987 (winner), 1989 (tied - cup retained, 1991, 1993, 1995 (winner), 1997 (segrare). Vice Captain 2002 (segrare), Captain 2006.
- Alfred Dunhill Cup: 1985, 1986, 1988, 1989, 1990, 1991, 1993, 1995, 2000
- Four Tours World Championship: 1985, 1986, 1987, 1988, 1990
- Seve Trophy: 2000, 2002 (segrare)
- UBS Cup: 2001, 2002, 2003, 2004